# Головатый, Юрий Максимович
Юрий Максимович Головатый (19 июля 1923, Борисполь — 23 сентября 1944) — советский офицер, Герой Советского Союза, в годы Великой Отечественной войны командир миномётной батареи 9-й гвардейской механизированной бригады (3-й гвардейский механизированный корпус, 47-я армия, Воронежский фронт) гвардии старший лейтенант.

## Биография
Украинец по национальности, Головатый родился в семье рабочего. После окончания 10 классов устроился на работу учителем. С июня 1941 года стал служить в Советской Армии.
После окончания Таллинского миномётного училища был направлен в действующую армию в ноябре 1942 года. В сентябре 1943 года Головатый, будучи гвардии старшим лейтенантом, командовал миномётной батареей 9-я гвардейской механизированной бригады (3-й гвардейский механизированный корпус, 47-я армия, Воронежский фронт). 30 сентября 1943 года в районе села Селище была организована переправа через Днепр, и Головатый был в числе первых переправившихся. Поставив задачей удержание плацдарма, он умело применил свои навыки корректирования миномётчиков, что способствовало отбиванию нескольких атак противника. Во время одной из атак враги сумели вплотную подобраться к позициям батареи, и Головатый повёл своих бойцов в контратаку. Итогом рукопашной схватки стало очередное отступление противника. 25 октября 1943 года Головатому было присвоено звание Героя Советского Союза.
Головатый погиб южнее посёлка Балдоне. Был похоронен в этом населённом пункте в братской могиле. Бюст, установленный Юрию Головатому в 1991 году в родном Борисполе, был снесён в сентябре 2022 года.

## Награды
- Медаль «Золотая Звезда» Героя Советского Союза[1];
- Орден Ленина[1];
- Орден Красной Звезды[1];
- Орден Отечественной войны I степени[1]

## Память
- Имя Головатого носили улицы в городах Рига, Борисполь и Канев, школы и пионерские отряды в Борисполе, Волгограде и Балдоне, пионерский отряд школы № 1 посёлка городского типа Ставище в Киевской области[1].